# Joss Ackland
Joss Ackland, all'anagrafe Sidney Edmond Jocelyn Ackland (Londra, 29 febbraio 1928 – Clovelly, 19 novembre 2023), è stato un attore britannico.

## Biografia
Frequenta la scuola di recitazione a Londra e nel 1949 inizia la sua carriera di attore, apparendo in film e serie televisive. È stato diretto da Peter Greenaway, che nel 1985 lo ha scelto per interpretare un eccentrico collezionista di cadaveri daltonico nel film Lo zoo di Venere, da Michael Cimino nel film Il siciliano (1987), da Agnieszka Holland nel film Un prete da uccidere (1988). In più occasioni ha collaborato con il regista Peter Duffell, nei primi anni '70, e ha lavorato in Italia con Francesco Rosi, Carlo Vanzina e Francesco Nuti, prendendo parte anche allo sceneggiato televisivo Pinocchio (2009), interpretando Mastro Ciliegia, al fianco  di Bob Hoskins e un folto cast italiano.
È noto anche per aver preso parte a pellicole di grande successo, quali Arma letale 2 (1989) con Mel Gibson e Danny Glover, dove interpreta l'antagonista principale, Aryan Rudd, Miracolo nella 34ª strada (1994), in cui interpreta Victor Landberg, il film musicale It Couldn't Happen Here (1988) e Caccia a Ottobre Rosso (1990), dove interpreta l'ambasciatore Andrei Lisenko. Ackland ha lavorato in diversi musical, tra cui la produzione originale di Evita con Elaine Paige, Il re ed io e A Little Night Music. Appare anche nel videoclip Always on My Mind dei Pet Shop Boys. Nel 1987 ottiene la prima candidatura al BAFTA per la sua interpretazione in Misfatto bianco di Michael Radford. La successiva candidatura arriva due anni dopo, per la partecipazione al film per la televisione Firsts and Lasts. Nella notte di Capodanno del 2000 è stato nominato Commendatore dell'Ordine dell'Impero Britannico per i suoi 50 anni di attività nel mondo del cinema e della televisione.

## Vita privata
Nel 1951 si sposò con Rosemary Kirkcaldy (morta nel 2002), dalla quale ebbe sette figli: 5 femmine (Melanie, Antonia, Penelope, Samantha e Kirsty) e 2 maschi (Toby e Paul). Suo figlio Paul è morto di overdose nel 1982.

## Filmografia parziale

### Cinema
- I figli del capitano Grant (In Search of the Castaways), regia di Robert Stevenson (1962)
- Rasputin: il monaco folle (Rasputin the Mad Monk), regia di Don Sharp (1966)
- La casa che grondava sangue (The House That Dripped Blood), regia di Peter Duffell (1970)
- Brain control - Alterazioni progressive (The Mind Snatchers), regia di Bernard Girard (1972)
- Gli ultimi 10 giorni di Hitler (Hitler: The Last Ten Days), regia di Ennio De Concini (1973)
- Operazione su vasta scala (England Made Me), regia di Peter Duffell (1973)
- I tre moschettieri (The Three Musketeers), regia di Richard Lester (1973)
- Il caso Drabble (The Black Windmill), regia di Don Siegel (1974)
- S.P.Y.S., regia di Irvin Kershner, (1974)
- Il piccolo principe (The Little Prince), regia di Stanley Donen (1974)
- Royal Flash - L'eroico fifone (Royal Flash), regia di Richard Lester (1975)
- E l'alba si macchiò di rosso (Operation Daybreak), regia di Lewis Gilbert (1975)
- Qualcuno sta uccidendo i più grandi cuochi d'Europa (Who Is Killing the Great Chefs of Europe?), regia di Ted Kotcheff (1978)
- La collina dei conigli (Watership Down), regia di Martin Rosen (1978) – voce
- Saint Jack, regia di Peter Bogdanovich (1979)
- Taglio di diamanti (Rough Cut), regia di Don Siegel (1980)
- Lo zoo di Venere (A Zed and Two Noughts), regia di Peter Greenaway (1985)
- Lady Jane, regia di Trevor Nunn (1986)
- Misfatto bianco (White Mischief), regia di Michael Radford (1987)
- Il siciliano (The Sicilian), regia di Michael Cimino (1987)
- It Couldn't Happen Here, regia di Jack Bond (1988)
- Un prete da uccidere (To Kill a Priest), regia di Agnieszka Holland (1988)
- Arma letale 2 (Lethal Weapon 2), regia di Richard Donner (1989)
- Dimenticare Palermo, regia di Francesco Rosi (1990)
- Caccia a Ottobre Rosso (The Hunt for Red October), regia di John McTiernan (1990)
- Tre colonne in cronaca, regia di Carlo Vanzina (1990)
- Attenti al ladro! (The Object of Beauty), regia di Michael Lindsay-Hogg (1991)
- Un mitico viaggio (Bill and Ted's Bogus Journey), regia di Peter Hewitt (1991)
- Stoffa da campioni (The Mighty Ducks), regia di Stephen Herek (1992)
- Accerchiato (Nowhere to Run), regia di Robert Harmon (1993)
- La notte della verità (Mother's Boys), regia di Yves Simoneau (1994)
- Miracolo nella 34ª strada (Miracle on 34th Street), regia di Les Mayfield (1994)
- OcchioPinocchio, regia di Francesco Nuti (1994)
- Un ragazzo alla corte di re Artù (A Kid in King Arthur's Court), regia di Michael Gottlieb (1995)
- Ducks - Una squadra a tutto ghiaccio (D3: The Mighty Ducks), regia di Robert Lieberman (1996)
- Surviving Picasso, regia di James Ivory (1996)
- Firelight, regia di William Nicholson (1997)
- Lo straniero che venne dal mare (Swept from the Sea), regia di Beeban Kidron (1997)
- K-19 (K-19: The Widowmaker), regia di Kathryn Bigelow (2002)
- No Good Deed - Inganni svelati (No Good Deed), regia di Bob Rafelson (2002)
- Follia (Asylum), regia di David Mackenzie (2005)
- Un colpo perfetto (Flawless), regia di Michael Radford (2007)

### Televisione
- Attenti a quei due (The Persuaders!) – serie TV, episodio 1x20 (1972)
- Gli invincibili (The Protectors) – serie TV, episodio 2x21 (1974)
- Tutto mi porta a te (Great Expectations), regia di Joseph Hardy – film TV (1974)
- Le avventure di Sherlock Holmes (The Adventures of Sherlock Holmes) – serie TV, episodio 1x08 (1985)
- Queenie - La stella di Calcutta (Queenie), regia di Larry Peerce – film TV (1987)
- Jekyll & Hyde, regia di David Wickes – film TV (1990)
- Miss Marple (Agatha Christie's Miss Marple) – serie TV, episodio 1x11 (1991)
- Giacobbe (Jacob), regia di Peter Hall – film TV (1994)
- Cittadino X (Citizen X), regia di Chris Gerolmo – film TV (1995)
- L'ispettore Barnaby (Midsomer Murders) – serie TV, episodio 9x03 (2006)
- Crusoe – serie TV, 3 episodi (2008-2010)
- Pinocchio, regia di Alberto Sironi – miniserie TV (2009)

## Doppiatori italiani
Nelle versioni in italiano delle opere in cui ha recitato, Joss Ackland è stato doppiato da:
- Renato Mori in Jekyll & Hyde, Un prete da uccidere, Tre colonne in cronaca, Surviving Picasso, Lo straniero che venne dal mare, K-19, No Good Deed - Inganni svelati
- Mario Bardella in Arma letale 2, Miracolo nella 34ª strada
- Sergio Fiorentini in Dimenticare Palermo,  OcchioPinocchio
- Vittorio Di Prima in Cittadino X, Un ragazzo alla corte di re Artù
- Bruno Alessandro in Un colpo perfetto, Pinocchio
- Ferruccio Amendola ne I figli del capitano Grant
- Bruno Persa ne I tre moschettieri
- Renato Turi ne Il caso Drabble
- Giulio Bosetti ne Il piccolo principe
- Alessandro Sperlì in Qualcuno sta uccidendo i più grandi cuochi d'Europa
- Alessandro Rossi in Lo zoo di Venere
- Osvaldo Ruggieri in Misfatto bianco
- Michele Gammino in Lady Jane
- Sandro Sardone in Caccia a Ottobre Rosso
- Giuseppe Rinaldi ne Il siciliano
- Pietro Biondi in Miss Marple
- Dario Penne in Accerchiato
- Sergio Graziani in Ducks - Una squadra a tutto ghiaccio
- Luciano De Ambrosis in Follia
- Massimo Foschi in Coriolano (ridoppiaggio)

Da doppiatore è stato sostituito da:
- Renato Mori in La collina dei conigli